# Uvaria obanensis
Uvaria obanensis är en kirimojaväxtart som beskrevs av Baker f. Uvaria obanensis ingår i släktet Uvaria och familjen kirimojaväxter. Inga underarter finns listade i Catalogue of Life.